# 戴維森 (密歇根州)
戴維森（英語：Davison）是一個位於美國密歇根州傑納西縣的城市。

## 人口
根據2020年美國人口普查的數據，戴維森的面積為5.14平方千米，當中陸地面積為5.14平方千米，而水域面積為0.00平方千米。當地共有人口5143人，而人口密度為每平方千米1,001人。